# ファリサイ派

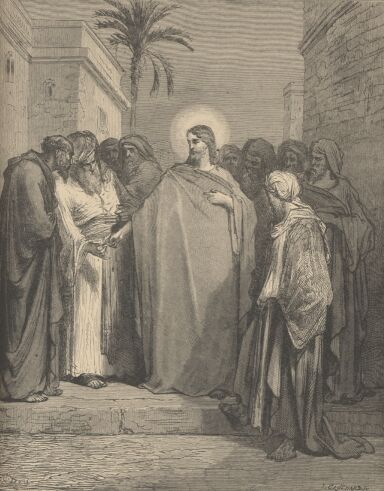
「貢の銭」を巡るイエスとファリサイ派の論争
（ギュスターヴ・ドレ、1866年）

ファリサイ派（ファリサイは、ヘブライ語: פרושים、古希: Φαρισαῖος/-οι、羅: Pharisaeus/-ei、英語: Pharisee(s)）は、古代イスラエルの第二神殿時代（紀元前536年 - 紀元70年）後期に存在したユダヤ教内グループ。本来、ユダヤ教は神殿祭儀の宗教であるが、ユダヤ戦争によるエルサレム神殿の崩壊後はユダヤ教の主流派となってゆき、ラビを中心においた、律法の解釈を学ぶというユダヤ教を形作っていくことになる。現代のユダヤ教の諸派もほとんどがファリサイ派に由来しているという点においても、歴史的に非常な重要なグループであったと言える。ファリサイ人、パリサイ派、パリサイ人（びと）などと表記されることもある(ファリサイ人、パリサイ人と表記される場合は、厳密には「ファリサイ派に属する人」を意味している)。なお、ファリサイの意味は「分離した者」で、律法の本質を守らぬ人間と自らを分離するという意味合いがあると考えられている。現在ではファリサイ派という名称は使われず、「ラビ的ユダヤ教」、あるいは「ユダヤ教正統派」と呼ばれている。

## 概説
ヘブライ語で「分離する」という言葉に由来するファリサイ派の源流は、元をたどればセレウコス朝シリアのアンティオコス4世エピファネス時代のヘレニズム強制政策に反発したハシディーム（敬虔派）にまでさかのぼる。ファリサイ派とサドカイ派は同じころ、ハスモン朝時代の一時期に現れたと考えられている。
当時存在したファリサイ派の学者たちは新約聖書中でイエス・キリストから詭弁的、形式主義的であるとして度々指摘されたり、対立する場面がある事が知られている。ただし、キリスト自身も、復活や霊魂の存在を信じる点や、自身は律法を重視する面をとってみればサドカイ派とファリサイ派で言えばファリサイ派に近い。イエスの先駆者であるバプテスマのヨハネもファリサイ派の人々と対立したが、同じく自身のユダヤ教的立場は、律法を堅く守る精神などどちらかと言えばファリサイ派に近い。また、ニコデモをはじめファリサイ派の学者の中でもイエスと対立しなかった人物も少数であるが存在する。

## ヨセフスの説
フラウィウス・ヨセフスは著作の中で、ユダヤ教の四学派の一つとしてファリサイ派を挙げている（他の三つはサドカイ派、エッセネ派、熱心党）。ヨセフスがあえて不適切な「学派」という言葉を用いたのは、ギリシア哲学に親しんでいた当時の地中海世界の読者を想定していたためであった。ユダヤ戦争の終結までは、ファリサイ派も含めユダヤ教において特定のグループが主流派となることはなかった。
発生から神殿の崩壊まで、ファリサイ派は常にサドカイ派と対立していた。対立の理由はいくつかある。
1. 階級対立があった。つまり、富裕層の支持が多いサドカイ派と、貧困者に支持者の多いファリサイ派、という構図があった。
2. ヘレニズム文化に対して柔軟なサドカイ派と、否定的なファリサイ派の間には、文化的な対立があった。
3. 祭司が多かったサドカイ派は神殿によってその権威を笠に着ていたが、ファリサイ派は民衆の中に入ってモーゼの律法の精神を生きるよう説いていた、という違いがあった。
4. 聖書やそこから派生した多くの律法の解釈の違いが種々あることも対立の要因となっていた。

神殿の崩壊後、神殿に拠っていたサドカイ派は消滅したため、ファリサイ派がユダヤ教の主流派となっていった。こうして会堂に集まって聖書を読み、祈りを捧げるというファリサイ派のスタイルが、ユダヤ教そのもののスタイルとなっていった。

## 国家論
C.M.ドゥブノーフは大著『世界史』（Weltgeschichte）で、ファリサイ派は精神的国家の唱道者であり、サドカイ派は政治的国家の唱道者であったために、対立があったとしている。

## 批評的聖書学の説
福音書に表れるファリサイ派の記述は、サドカイ派と組んでイエスの揚げ足を取ろうと狙い、殺意を抱く「悪者」として描かれている（内部には親イエス的な人間もいたことも描かれている）が、この描写は初期キリスト教徒たちとユダヤ教主流派となったファリサイ派との間に確執があったためで、それが福音書においてファリサイ派がイエスの論敵として描かれた動機の一部であるとする説もある。たとえばヨハネによる福音書9:22にイエスをメシアだと公言する者がいれば会堂から除名する取り決めが当時ユダヤ人当局によって為されていたと記されているが、岩波書店訳の『新約聖書』補注は、蛭沼・秀村編『原典新約時代史』を引いて、これは紀元70年のユダヤ戦争後のガマリエル2世の時に、ナザレ派のユダヤ人キリスト教徒に手を焼いたファリサイ派が、会堂で唱える背教者への呪いにナザレ派の人々への呪いを付加した事例を反映したものであるという。すなわち、これはイエス在世時にはありえない話で、その決定が時代を遡ってイエス在世時の事柄だとされているので、要するに自分たちユダヤ教キリスト者が置かれた当時の状況をヨハネによる福音書の執筆者たちが自らの福音書に反映させた記述なのだという。ちなみに、この原語となるアポシュナゴーゴス(aposynagogos)という名詞は新約聖書中に３度使用例があるが、その全てがヨハネによる福音書である(12:42,16:2)。このような時代背景が福音書記者をして必要以上にファリサイ派をイエスの論敵として書かせた背景だと考えられている。
ヨハネによる福音書やそれを題材とした作品に反ユダヤ主義があるかは議論されている。また、ファリサイ派から追放されたユダヤ人クリスチャンが書いたマタイによる福音書にあらわれるファリサイ派とイエス派の争いが、反ユダヤ主義になったとする見解がある。
田川健三によると、ユダヤ教の宗教的社会的支配体制の代弁者であるファリサイ派律法学者に対し、その体制のなかであえぎながら生きているイエスという男は、徹底して批判しようとしたのだと言う。田川は、マタイが自分自身が律法学者の精神の中にあるためにする批判も多いとする。
荒井献は、ファリサイ派律法学者の社会階級に注目し、彼らが小市民階級であったとする。

## 保守的聖書学の説
パウロ時代のファリサイ派は、恩恵宗教ではなく、功績宗教であり、ファリサイ派は律法への熱心で正統ユダヤを代表していたが、神殿が破壊された後に、残されたのは律法だけであったという。黒川知文はファリサイ派の礼拝は人を神の高みに引き揚げようとするのに対し、サドカイ派の礼拝は、神を人に引き下げようとするものであるという。またファリサイ派は復活を信じていたとされる。
ファリサイ派の学者に対するイエスの言葉はもっとも強い非難であるが、他の者にイエスはそのように語っていないとハーレイは指摘する。ハーレイは今日の教会もマタイ23章にある通りのファリサイ派による災いを受けていると言う。

## キリスト教の教父
福音書に書かれているところによればイエスはファリサイ派を「偽善な律法学者」と呼んで激しく非難しているが、このファリサイ派から「異邦人の使徒」と呼ばれる使徒パウロが出る。使徒言行録（使徒の働き）によれば、パウロはクリスチャンたちを撲滅しようとしていたファリサイ派であったが、復活のイエスに会って回心した。アウグスティヌスは、『神の国』18巻33章でゼパニヤ3章、イザヤ10:12(10:22?)、ローマ9:27から、ユダヤ人の残りの者だけがキリストを信じたと書いている。

## メシアニック
メシアニック・ジュダイズムでは、ユダヤ教の内部の主要な派はファリサイ派、サドカイ派、エッセネ派の3つ、それからイエシュア（イエス）を信じるナザレ派であったとする。神殿崩壊後はファリサイ派だけが指導力を持ち、ユダヤ教の他の形態を排除するようになり、ナザレ派を呪うブルカット・ハ・ミニームの呪い文がユダヤ人の祈りに加えられたと推測する。ナザレ派が他のユダヤ人に拒絶された理由は、ルカ21章、マタイ24章のイエシュアの預言により、ナザレ派がローマの虐殺を逃れることができたこと、また、何よりナザレ派がイエシュアを信じていたことにあるとする。この時代のラビはユダヤ人の伝統を保持してはいるが、彼らのうちにイエシュアが救い主であることを否定する反聖書的な聖書解釈が入ってしまったという。また、教会側はユダヤ人の使徒たちがいなくなってから、反ユダヤ主義になった。